# Reprezentacja Polski w koszykówce kobiet
Reprezentacja Polski w koszykówce kobiet (zwyczajowo zwana również: reprezentacją narodową, kadrą narodową, drużyną narodową) – zespół koszykarski, reprezentujący Rzeczpospolitą Polską w meczach i sportowych imprezach międzynarodowych, powoływanym przez selekcjonera, w którym występować mogą wszystkie zawodniczki posiadające obywatelstwo polskie, niezależnie od wieku. Za jej funkcjonowanie odpowiedzialny jest Polski Związek Koszykówki (PZKosz.). Kobiety zajmują obecnie 44. miejsce w rankingu FIBA.

## Udział w imprezach międzynarodowych
- Igrzyska Olimpijskie (1 raz):
  - 2000 (8 miejsce)
- Mistrzostwa Świata (3 razy):
  - 1959 (5 miejsce)
  - 1983 (7 miejsce)
  - 1994 (13 miejsce)
- Mistrzostwa Europy (29 razy):
  - 1938 (3 miejsce)
  - 1950 (6 miejsce)
  - 1952 (5 miejsce)
  - 1956 (5 miejsce)
  - 1958 (5 miejsce)
  - 1960 (4 miejsce)
  - 1962 (6 miejsce)
  - 1964 (5 miejsce)
  - 1966 (8 miejsce)
  - 1968 (3 miejsce)
  - 1970 (6 miejsce)
  - 1972 (9 miejsce)
  - 1974 (9 miejsce)
  - 1976 (6 miejsce)
  - 1978 (5 miejsce)
  - 1980 (2 miejsce)
  - 1981 (2 miejsce)
  - 1983 (7 miejsce)
  - 1985 (6 miejsce)
  - 1987 (10 miejsce)
  - 1991 (6 miejsce)
  - 1993 (5 miejsce)
  - 1999 (1 miejsce)
  - 2001 (6 miejsce)
  - 2003 (4 miejsce)
  - 2005 (7 miejsce)
  - 2009 (11 miejsce)
  - 2011 (11 miejsce)
  - 2015 (19 miejsce)

## Sukcesy
- Igrzyska Olimpijskie:
  - Sydney'2000 – 8 miejsce
- Mistrzostwa Świata:
  - Moskwa'1959 – 5 miejsce
- Mistrzostwa Europy:
  - Katowice'1999 – 1 miejsce
  - Jugosławia'1980 – 2 miejsce
  - Włochy'1981 – 2 miejsce
  - Rzym'1938 – 3 miejsce
  - Włochy'1968 – 3 miejsce

## Trenerzy i selekcjonerzy
- / Walenty Kłyszejko (1950)
- Florian Grzechowiak (1952–1957) i Tadeusz Ulatowski (1952)
- Jerzy Groyecki (1958)
- Florian Grzechowiak (1959–1960)
- Janusz Patrzykont (1960–1962)
- Ludwik Miętta-Mikołajewicz (1963–1967)
- Andrzej Pstrokoński (1968–1971)
- Wincenty Wawro (1972)
- Zygmunt Olesiewicz (1973–1978)
- Ludwik Miętta-Mikołajewicz (1979–1989)
- Tadeusz Huciński (1989–1996)
- Tomasz Herkt (1996–2004)
- Arkadiusz Koniecki (2004–2006)
- Krzysztof Koziorowicz (2006–2009)
- Dariusz Maciejewski (2009–2011)
- Jacek Winnicki (2012–2015)
- Teodor Mołłow (2015–2017)
- Arkadiusz Rusin (2017–2019)[1]
- Maroš Kováčik (2019-2023)[2]
- Karol Kowalewski (2023-)[3]

## Ważne mecze
- Igrzyska Olimpijskie:
  - Debiut w turnieju IO: 16 września 2000 Polska  - Nowa Zelandia 75:52 Sydney'2000
  - Pierwsze zwycięstwo w turnieju IO: 16 września 2000 Polska  - Nowa Zelandia 75:52 Sydney'2000
  - Najwyższe zwycięstwo w turnieju IO: 16 września 2000 Polska  - Nowa Zelandia 75:52 Sydney'2000
  - Najwyższa porażka w turnieju IO: 18 września 2000 Rosja - Polska 84:46 Sydney'2000

- Mistrzostwa Świata:
  - Debiut w finałach MŚ: 10 października 1959 Czechosłowacja - Polska 76:61 Moskwa'1959
  - Pierwsze zwycięstwo w finałach MŚ: 12 października 1959 Rumunia - Polska 45:52 Moskwa'1959

- Mistrzostwa Europy:
  - Debiut w finałach ME: Polska - Litwa 24:21 Rzym'1938
  - Pierwsze zwycięstwo w finałach ME: Polska - Litwa 24:21 Rzym'1938